# Campionatele EHF de handbal feminin U17 din 2023
Campionatele EHF de handbal feminin U17 din 2023 au fost a treia ediție a acestui eveniment sportiv organizat de Federația Europeană de Handbal (EHF) și s-au desfășurat în două orașe din două țări, Baku (Azerbaidjan) și Ankara (Turcia).
Începând cu ediția din 2017 a Campionatului European U17 a fost introdus un nou sistem, care în 2023 a prevăzut trei turnee finale separate: turneul principal din Muntenegru, la care au luat parte 16 echipe cel mai bine clasate din punct de vedere al coeficienților EHF, și alte două turnee grupate sub titulatura „Campionatele EHF de handbal feminin U17 din 2023”, organizate în Azerbaidjan și Turcia, la care au luat parte în total 20 de echipe cel mai slab clasate din punct de vedere al coeficienților EHF.
Ambele turnee s-au desfășurat între 5 și 13 august 2023.

## Selecția gazdelor
Cele două țări au trimis ofertele oficiale de găzduire a celor două turnee în 2022. În total, pentru cele șase competiții pentru junioare și tineret organizate în 2023, Federația Europeană de Handbal a primit doar șase oferte de găzduire. Comitetul Executiv al Federației, întrunit pe 23 septembrie 2022 la hotelul Parc din Luxemburg, a constatat că „numărul de solicitanți care pot găzdui un eveniment rămâne limitat și restrânge opțiunile în procesul de atribuire”. În consecință, „având șase evenimente și șase solicitanți, Comitetul Executiv a acordat găzduirea evenimentelor conform recomandărilor”, atribuind organizarea campionatelor EHF de handbal feminin U17 din 2023 Azerbaidjanului și Turciei. Tot cu acea ocazie au fost nominalizate și orașele gazdă, Baku și Ankara.

## Sălile
Meciurile campionatelor EHF s-au desfășurat într-o sală din capitala azeră Baku și o sală din Çankaya, un cartier al capitalei turce Ankara.
| Azerbaidjan                                           | Turcia                                               |
|                                                       |                                                      |
| Palatul Sporturilor, Baku Capacitate: 1736 spectatori | THF Spor Salonu, Çankaya Capacitate: 2700 spectatori |

## Tragerea la sorți
Selecționatele naționale au fost trase la sorți în câte două grupe preliminare. Tragerea la sorți a avut loc la sediul EHF din Viena, Austria, pe 28 februarie 2023, începând de la ora locală 11:00.

## Turneul din Azerbaidjan
Cele 10 selecționate naționale au fost distribuite în cinci urne valorice de câte două echipe. Distribuția în urne a avut la bază coeficienții valorici ai EHF: urna 1 a fost alcătuită din cele mai bune echipe, în timp ce urna a 5-a a fost formată din echipele cu cel mai slab coeficient EHF. Din urne, echipele au fost plasate prin tragere la sorți în două grupe preliminare, fiecare grupă cuprinzând câte o echipă din fiecare urnă. După extragerea pozițiilor 4, 3, 2 și 1 din fiecare grupă, Azerbaidjanul, în calitate de echipă organizatoare, a primit dreptul de a-și alege grupa în care să joace.
Distribuția în urnele valorice a fost următoarea:
| Urna 1                    | Urna a 2-a        | Urna a 3-a          | Urna a 4-a                     | Urna a 5-a           |
| ------------------------- | ----------------- | ------------------- | ------------------------------ | -------------------- |
| Slovenia · Insulele Feroe | Spania · Lituania | Georgia · Luxemburg | Grecia · Bosnia și Herțegovina | Azerbaidjan · Israel |

În urma tragerii la sorți au rezultat grupele de mai jos:

### Partide
|  | Echipele calificate în semifinale       |
|  | Echipele concurând pentru locurile 5−10 |

Calendarul de mai jos respectă ora de vară EET:

### Grupa A
| Echipa                | M | V | E | Î | GM  | GP  | G    | Pct |
| --------------------- | - | - | - | - | --- | --- | ---- | --- |
| Slovenia              | 4 | 4 | 0 | 0 | 162 | 75  | +87  | 8   |
| Lituania              | 4 | 3 | 0 | 1 | 152 | 107 | +45  | 6   |
| Bosnia și Herțegovina | 4 | 2 | 0 | 2 | 163 | 118 | +45  | 4   |
| Georgia               | 4 | 1 | 0 | 3 | 96  | 118 | −22  | 2   |
| Azerbaidjan           | 4 | 0 | 0 | 4 | 50  | 205 | −155 | 0   |

| 5 august 2023 15:45 | Slovenia   | 41 − 27 | Bosnia și Herțegovina | Palatul Sporturilor, Baku Asistență: 250 Arbitri: Peretz, Schwartz |
| 5 august 2023 15:45 | Pogorelc 8 | (20−12) | Bajrić 7              | Palatul Sporturilor, Baku Asistență: 250 Arbitri: Peretz, Schwartz |
| 5 august 2023 15:45 | 5×         | Raport  | 2× 1×                 | Palatul Sporturilor, Baku Asistență: 250 Arbitri: Peretz, Schwartz |

| 5 august 2023 18:30 | Georgia         | 39 − 13 | Azerbaidjan      | Palatul Sporturilor, Baku Asistență: 550 Arbitri: Radčenko, Pērsis |
| 5 august 2023 18:30 | Dzamunashvili 8 | (20−6)  | S. Nikitchenko 6 | Palatul Sporturilor, Baku Asistență: 550 Arbitri: Radčenko, Pērsis |
| 5 august 2023 18:30 | 1×              | Raport  | 4×               | Palatul Sporturilor, Baku Asistență: 550 Arbitri: Radčenko, Pērsis |

| 6 august 2023 11:15 | Bosnia și Herțegovina | 37 − 40 | Lituania         | Palatul Sporturilor, Baku Asistență: 75 Arbitri: Iovcev, Ioncev |
| 6 august 2023 11:15 | Letić 9               | (16−24) | Pilikauskaitė 16 | Palatul Sporturilor, Baku Asistență: 75 Arbitri: Iovcev, Ioncev |
| 6 august 2023 11:15 | 8× 1×                 | Raport  | 4× 1×            | Palatul Sporturilor, Baku Asistență: 75 Arbitri: Iovcev, Ioncev |

| 6 august 2023 18:00 | Azerbaidjan                    | 6 − 58 | Slovenia   | Palatul Sporturilor, Baku Asistență: 125 Arbitri: Peretz, Schwartz |
| 6 august 2023 18:00 | Guliyeva, Karimova, Kazimova 2 | (3−29) | Rakovec 15 | Palatul Sporturilor, Baku Asistență: 125 Arbitri: Peretz, Schwartz |
| 6 august 2023 18:00 | 2×                             | Raport | 1×         | Palatul Sporturilor, Baku Asistență: 125 Arbitri: Peretz, Schwartz |

| 7 august 2023 13:30 | Lituania        | 37 − 23 | Georgia  | Palatul Sporturilor, Baku Asistență: 120 Arbitri: Peretz, Schwartz |
| 7 august 2023 13:30 | Pilikauskaitė 8 | (21−11) | Kajaia 9 | Palatul Sporturilor, Baku Asistență: 120 Arbitri: Peretz, Schwartz |
| 7 august 2023 13:30 | 5× 1×           | Raport  | 4× 1×    | Palatul Sporturilor, Baku Asistență: 120 Arbitri: Peretz, Schwartz |

| 7 august 2023 18:00 | Bosnia și Herțegovina | 61 − 17 | Azerbaidjan                        | Palatul Sporturilor, Baku Asistență: 210 Arbitri: Charalambous, Efstathiou |
| 7 august 2023 18:00 | Hadžiabulić 12        | (32−12) | Karimova, L. Nikitchenko, Yesina 4 | Palatul Sporturilor, Baku Asistență: 210 Arbitri: Charalambous, Efstathiou |
| 7 august 2023 18:00 | 3×                    | Raport  | 8×                                 | Palatul Sporturilor, Baku Asistență: 210 Arbitri: Charalambous, Efstathiou |

| 9 august 2023 11:15 | Georgia  | 14 − 30 | Slovenia   | Palatul Sporturilor, Baku Asistență: 90 Arbitri: Peretz, Schwartz |
| 9 august 2023 11:15 | Kajaia 6 | (5−16)  | Pogorelc 9 | Palatul Sporturilor, Baku Asistență: 90 Arbitri: Peretz, Schwartz |
| 9 august 2023 11:15 | 2×       | Raport  | 4×         | Palatul Sporturilor, Baku Asistență: 90 Arbitri: Peretz, Schwartz |

| 9 august 2023 18:00 | Lituania         | 47 − 14 | Azerbaidjan          | Palatul Sporturilor, Baku Asistență: 250 Arbitri: Iovcev, Ioncev |
| 9 august 2023 18:00 | Pilikauskaitė 13 | (29−4)  | Guliyeva, Kazimova 3 | Palatul Sporturilor, Baku Asistență: 250 Arbitri: Iovcev, Ioncev |
| 9 august 2023 18:00 | 1×               | Raport  | 4×                   | Palatul Sporturilor, Baku Asistență: 250 Arbitri: Iovcev, Ioncev |

| 10 august 2023 13:30 | Georgia         | 20 − 38 | Bosnia și Herțegovina | Palatul Sporturilor, Baku Asistență: 120 Arbitri: Charalambous, Efstathiou |
| 10 august 2023 13:30 | Dzamunashvili 6 | (13−18) | Letić 9               | Palatul Sporturilor, Baku Asistență: 120 Arbitri: Charalambous, Efstathiou |
| 10 august 2023 13:30 | 4×              | Raport  | 4× 1×                 | Palatul Sporturilor, Baku Asistență: 120 Arbitri: Charalambous, Efstathiou |

| 10 august 2023 18:00 | Slovenia   | 33 − 28 | Lituania         | Palatul Sporturilor, Baku Asistență: 300 Arbitri: Peretz, Schwartz |
| 10 august 2023 18:00 | Pogorelc 8 | (16−14) | Pilikauskaitė 11 | Palatul Sporturilor, Baku Asistență: 300 Arbitri: Peretz, Schwartz |
| 10 august 2023 18:00 | 3× 1×      | Raport  | 5×               | Palatul Sporturilor, Baku Asistență: 300 Arbitri: Peretz, Schwartz |

### Grupa B
| Echipa         | M | V | E | Î | GM  | GP  | G   | Pct |
| -------------- | - | - | - | - | --- | --- | --- | --- |
| Spania         | 4 | 4 | 0 | 0 | 141 | 57  | +84 | 8   |
| Insulele Feroe | 4 | 2 | 1 | 1 | 107 | 106 | +1  | 5   |
| Israel         | 4 | 2 | 0 | 2 | 91  | 122 | −31 | 4   |
| Grecia         | 4 | 1 | 0 | 3 | 85  | 111 | −26 | 2   |
| Luxemburg      | 4 | 0 | 1 | 3 | 85  | 113 | −28 | 1   |

| 5 august 2023 11:15 | Insulele Feroe | 27 − 22 | Grecia   | Palatul Sporturilor, Baku Asistență: 180 Arbitri: Iovcev, Ioncev |
| 5 august 2023 11:15 | Eystberg 9     | (16−8)  | Rousou 8 | Palatul Sporturilor, Baku Asistență: 180 Arbitri: Iovcev, Ioncev |
| 5 august 2023 11:15 | 4×             | Raport  | 5× 1×    | Palatul Sporturilor, Baku Asistență: 180 Arbitri: Iovcev, Ioncev |

| 5 august 2023 13:30 | Luxemburg  | 25 − 26 | Israel   | Palatul Sporturilor, Baku Asistență: 125 Arbitri: Charalambous, Efstathiou |
| 5 august 2023 13:30 | Steichen 7 | (14−11) | Dagan 10 | Palatul Sporturilor, Baku Asistență: 125 Arbitri: Charalambous, Efstathiou |
| 5 august 2023 13:30 | 2× 1×      | Raport  | 6× 1×    | Palatul Sporturilor, Baku Asistență: 125 Arbitri: Charalambous, Efstathiou |

| 6 august 2023 13:30 | Grecia    | 11 − 33 | Spania               | Palatul Sporturilor, Baku Asistență: 150 Arbitri: Charalambous, Efstathiou |
| 6 august 2023 13:30 | Kotidou 2 | (5−16)  | Fidalgo, Rodríguez 4 | Palatul Sporturilor, Baku Asistență: 150 Arbitri: Charalambous, Efstathiou |
| 6 august 2023 13:30 | 6× 1×     | Raport  | 3× 1×                | Palatul Sporturilor, Baku Asistență: 150 Arbitri: Charalambous, Efstathiou |

| 6 august 2023 15:45 | Israel   | 22 − 38 | Insulele Feroe | Palatul Sporturilor, Baku Asistență: 180 Arbitri: Radčenko, Pērsis |
| 6 august 2023 15:45 | Dagan 10 | (9−22)  | á Lag 8        | Palatul Sporturilor, Baku Asistență: 180 Arbitri: Radčenko, Pērsis |
| 6 august 2023 15:45 | 5× 1×    | Raport  | 5× 1×          | Palatul Sporturilor, Baku Asistență: 180 Arbitri: Radčenko, Pērsis |

| 7 august 2023 11:15 | Grecia   | 22 − 28 | Israel              | Palatul Sporturilor, Baku Asistență: 120 Arbitri: Iovcev, Ioncev |
| 7 august 2023 11:15 | Dagan 10 | (10−11) | Pipelidou, Rousou 7 | Palatul Sporturilor, Baku Asistență: 120 Arbitri: Iovcev, Ioncev |
| 7 august 2023 11:15 | 7× 1×    | Raport  | 4× 1×               | Palatul Sporturilor, Baku Asistență: 120 Arbitri: Iovcev, Ioncev |

| 7 august 2023 15:45 | Spania   | 33 − 13 | Luxemburg | Palatul Sporturilor, Baku Asistență: 135 Arbitri: Radčenko, Pērsis |
| 7 august 2023 15:45 | García 6 | (14−6)  | Ciufoli 5 | Palatul Sporturilor, Baku Asistență: 135 Arbitri: Radčenko, Pērsis |
| 7 august 2023 15:45 |          | Raport  | 5×        | Palatul Sporturilor, Baku Asistență: 135 Arbitri: Radčenko, Pērsis |

| 9 august 2023 13:30 | Luxemburg            | 24 − 24 | Insulele Feroe      | Palatul Sporturilor, Baku Asistență: 150 Arbitri: Charalambous, Efstathiou |
| 9 august 2023 13:30 | Avallone, Steichen 4 | (14−12) | Eystberg, Joensen 6 | Palatul Sporturilor, Baku Asistență: 150 Arbitri: Charalambous, Efstathiou |
| 9 august 2023 13:30 | 5×                   | Raport  | 6×                  | Palatul Sporturilor, Baku Asistență: 150 Arbitri: Charalambous, Efstathiou |

| 9 august 2023 15:45 | Spania   | 37 − 15 | Israel  | Palatul Sporturilor, Baku Asistență: 155 Arbitri: Radčenko, Pērsis |
| 9 august 2023 15:45 | Patiño 7 | (20−10) | Lavon 5 | Palatul Sporturilor, Baku Asistență: 155 Arbitri: Radčenko, Pērsis |
| 9 august 2023 15:45 | 2×       | Raport  | 5×      | Palatul Sporturilor, Baku Asistență: 155 Arbitri: Radčenko, Pērsis |

| 10 august 2023 11:15 | Insulele Feroe      | 18 − 38 | Spania      | Palatul Sporturilor, Baku Asistență: 145 Arbitri: Radčenko, Pērsis |
| 10 august 2023 11:15 | Eystberg, Joensen 5 | (10−20) | Rodríguez 7 | Palatul Sporturilor, Baku Asistență: 145 Arbitri: Radčenko, Pērsis |
| 10 august 2023 11:15 | 1×                  | Raport  | 4×          | Palatul Sporturilor, Baku Asistență: 145 Arbitri: Radčenko, Pērsis |

| 10 august 2023 15:45 | Luxemburg | 23 − 30 | Grecia    | Palatul Sporturilor, Baku Asistență: 150 Arbitri: Iovcev, Ioncev |
| 10 august 2023 15:45 | Hummel 6  | (7−14)  | Lourida 9 | Palatul Sporturilor, Baku Asistență: 150 Arbitri: Iovcev, Ioncev |
| 10 august 2023 15:45 | 1×        | Raport  | 5× 2×     | Palatul Sporturilor, Baku Asistență: 150 Arbitri: Iovcev, Ioncev |

### Meciul pentru locurile 9–10
| 12 august 2023 10:00 | Azerbaidjan | 12 − 46 | Luxemburg   | Palatul Sporturilor, Baku Asistență: 125 Arbitri: Charalambous, Efstathiou |
| 12 august 2023 10:00 | Kazimova 3  | (7−21)  | Ferreira 10 | Palatul Sporturilor, Baku Asistență: 125 Arbitri: Charalambous, Efstathiou |
| 12 august 2023 10:00 | 6×          | Raport  | 2× 1×       | Palatul Sporturilor, Baku Asistență: 125 Arbitri: Charalambous, Efstathiou |

### Meciurile pentru locurile 5–8
|  | Semifinalele pentru locurile 5–8 | Semifinalele pentru locurile 5–8 |                            |    | Meciul pentru locurile 7–8 | Meciul pentru locurile 7–8 |
|  |                                  |                                  |                            |    |                            |                            |
|  | 12 august 2023                   |                                  |                            |    |                            |                            |
|  |                                  |                                  |                            |    |                            |                            |
|  | Bosnia și Herțegovina            | 32                               |                            |    |                            |                            |
|  | Bosnia și Herțegovina            | 32                               | 13 august 2023             |    |                            |                            |
|  | Grecia                           | 30                               |                            |    |                            |                            |
|  | Grecia                           | 30                               | Bosnia și Herțegovina      | 32 |                            |                            |
|  | 12 august 2023                   |                                  | Bosnia și Herțegovina      | 32 |                            |                            |
|  |                                  | Israel                           | 31                         |    |                            |                            |
|  | Georgia                          | Israel                           | 31                         | 23 |                            |                            |
|  | Georgia                          |                                  |                            | 23 |                            |                            |
|  | Israel                           | 28                               |                            |    |                            |                            |
|  | Israel                           | 28                               | Meciul pentru locurile 5–6 |    |                            |                            |
|  |                                  |                                  |                            |    |                            |                            |
|  | 13 august 2023                   |                                  |                            |    |                            |                            |
|  |                                  |                                  |                            |    |                            |                            |
|  | Grecia                           | 29                               |                            |    |                            |                            |
|  | Grecia                           | 29                               |                            |    |                            |                            |
|  | Georgia                          | 17                               |                            |    |                            |                            |

#### Semifinalele pentru locurile 5–8
| 12 august 2023 12:15 | Bosnia și Herțegovina       | 32 − 30 | Grecia   | Palatul Sporturilor, Baku Asistență: 160 Arbitri: Peretz, Schwartz |
| 12 august 2023 12:15 | Dadić, Hadžiabulić, Letić 6 | (15−13) | Rousou 7 | Palatul Sporturilor, Baku Asistență: 160 Arbitri: Peretz, Schwartz |
| 12 august 2023 12:15 | 5×                          | Raport  | 3×       | Palatul Sporturilor, Baku Asistență: 160 Arbitri: Peretz, Schwartz |

| 12 august 2023 14:30 | Georgia                   | 23 − 28 | Israel  | Palatul Sporturilor, Baku Asistență: 150 Arbitri: Charalambous, Efstathiou |
| 12 august 2023 14:30 | Arabidze, Dzamunashvili 7 | (16−17) | Dagan 9 | Palatul Sporturilor, Baku Asistență: 150 Arbitri: Charalambous, Efstathiou |
| 12 august 2023 14:30 | 6×                        | Raport  | 2×      | Palatul Sporturilor, Baku Asistență: 150 Arbitri: Charalambous, Efstathiou |

#### Meciul pentru locurile 7–8
| 13 august 2023 10:30 | Grecia               | 29 − 17 | Georgia    | Palatul Sporturilor, Baku Asistență: 80 Arbitri: Radčenko, Pērsis |
| 13 august 2023 10:30 | Lytrivi, Pipelidou 5 | (14−10) | Arabidze 5 | Palatul Sporturilor, Baku Asistență: 80 Arbitri: Radčenko, Pērsis |
| 13 august 2023 10:30 | 4×                   | Raport  | 4×         | Palatul Sporturilor, Baku Asistență: 80 Arbitri: Radčenko, Pērsis |

#### Meciul pentru locurile 5–6
| 13 august 2023 13:00 | Bosnia și Herțegovina | 32 − 31 | Israel   | Palatul Sporturilor, Baku Asistență: 120 Arbitri: Charalambous, Efstathiou |
| 13 august 2023 13:00 | Letić 7               | (16−14) | Dagan 11 | Palatul Sporturilor, Baku Asistență: 120 Arbitri: Charalambous, Efstathiou |
| 13 august 2023 13:00 | 8×                    | Raport  | 3×       | Palatul Sporturilor, Baku Asistență: 120 Arbitri: Charalambous, Efstathiou |

### Meciurile pentru locurile 1–4
|  | Semifinalele   | Semifinalele |                |    | Finala | Finala |
|  |                |              |                |    |        |        |
|  | 12 august 2023 |              |                |    |        |        |
|  |                |              |                |    |        |        |
|  | Lituania       | 19           |                |    |        |        |
|  | Lituania       | 19           | 13 august 2023 |    |        |        |
|  | Spania         | 41           |                |    |        |        |
|  | Spania         | 41           | Spania         | 28 |        |        |
|  | 12 august 2023 |              | Spania         | 28 |        |        |
|  |                | Slovenia     | 20             |    |        |        |
|  | Slovenia       | Slovenia     | 20             | 31 |        |        |
|  | Slovenia       |              |                | 31 |        |        |
|  | Insulele Feroe | 25           |                |    |        |        |
|  | Insulele Feroe | 25           | Finala mică    |    |        |        |
|  |                |              |                |    |        |        |
|  | 13 august 2023 |              |                |    |        |        |
|  |                |              |                |    |        |        |
|  | Lituania       | 32           |                |    |        |        |
|  | Lituania       | 32           |                |    |        |        |
|  | Insulele Feroe | 27           |                |    |        |        |

#### Semifinalele
| 12 august 2023 16:45 | Lituania         | 19 − 41 | Spania  | Palatul Sporturilor, Baku Asistență: 265 Arbitri: Iovcev, Ioncev |
| 12 august 2023 16:45 | Pilikauskaitė 10 | (8−19)  | Solís 9 | Palatul Sporturilor, Baku Asistență: 265 Arbitri: Iovcev, Ioncev |
| 12 august 2023 16:45 | 4×               | Raport  | 5×      | Palatul Sporturilor, Baku Asistență: 265 Arbitri: Iovcev, Ioncev |

| 12 august 2023 19:00 | Slovenia  | 31 − 25 | Insulele Feroe | Palatul Sporturilor, Baku Asistență: 455 Arbitri: Radčenko, Pērsis |
| 12 august 2023 19:00 | Rakovec 7 | (15−11) | Joensen 8      | Palatul Sporturilor, Baku Asistență: 455 Arbitri: Radčenko, Pērsis |
| 12 august 2023 19:00 | 5× 1×     | Raport  | 4×             | Palatul Sporturilor, Baku Asistență: 455 Arbitri: Radčenko, Pērsis |

#### Finala mică
| 13 august 2023 15:30 | Lituania         | 32 − 27 | Insulele Feroe         | Palatul Sporturilor, Baku Asistență: 200 Arbitri: Iovcev, Ioncev |
| 13 august 2023 15:30 | Pilikauskaitė 15 | (20−16) | Eystberg, Johannesen 6 | Palatul Sporturilor, Baku Asistență: 200 Arbitri: Iovcev, Ioncev |
| 13 august 2023 15:30 | 3× 1×            | Raport  | 4×                     | Palatul Sporturilor, Baku Asistență: 200 Arbitri: Iovcev, Ioncev |

#### Finala
| 13 august 2023 18:00 | Spania      | 28 − 20 | Slovenia | Palatul Sporturilor, Baku Asistență: 650 Arbitri: Peretz, Schwartz |
| 13 august 2023 18:00 | Rodríguez 8 | (14−8)  | Erceg 5  | Palatul Sporturilor, Baku Asistență: 650 Arbitri: Peretz, Schwartz |
| 13 august 2023 18:00 | 3× 2×       | Raport  | 2×       | Palatul Sporturilor, Baku Asistență: 650 Arbitri: Peretz, Schwartz |

### Clasament și statistici

#### Clasamentul final
|  | Calificată la Campionatul Mondial pentru Junioare din 2024 |

|    | Spania                |
|    | Slovenia              |
|    | Lituania              |
| 4  | Insulele Feroe        |
| 5  | Bosnia și Herțegovina |
| 6  | Israel                |
| 7  | Grecia                |
| 8  | Georgia               |
| 9  | Luxemburg             |
| 10 | Azerbaidjan           |

| Actualizat pe 13 august 2023: \| Poz. \| Nume \| Echipă \| Goluri \| \| ---- \| -------------------------- \| --------------------- \| ------ \| \| 1 \| Gabija Pilikauskaitė \| Lituania \| 73 \| \| 2 \| Dagan Shahar \| Israel \| 53 \| \| 3 \| Azra Letić \| Bosnia și Herțegovina \| 42 \| \| 4 \| Sarah Hadžiabulić \| Bosnia și Herțegovina \| 38 \| \| 5 \| Elena Erceg \| Slovenia \| 37 \| \| 6 \| Silja Geirsdóttir Eystberg \| Insulele Feroe \| 35 \| \| 7 \| Tea Pogorelc \| Slovenia \| 34 \| \| 8 \| Ivana Bobić \| Bosnia și Herțegovina \| 33 \| \| 8 \| Agnė Gudlinkytė \| Lituania \| 33 \| \| 8 \| Kleopatra Rousou \| Grecia \| 33 \| | Echipa ideală și celelalte premii au fost anunțate pe 14 august 2023. Jucătoarea competiției (MVP) - Marta Regordán (SPA) Cea mai bună apărătoare - Belén Rodríguez (SPA) Cea mai bună marcatoare (golgheter) - Gabija Pilikauskaitė (LTU) (73 de goluri) Echipa ideală a Campionatului European - Portar: Goundo Gassama (SPA) - Extremă stânga: Klea Pirtovšek (SLO) - Inter stânga: () - Centru: Silja Geirsdóttir Eystberg (FAR) - Pivot: Kelly Nnonzie Fonkeng (SPA) - Inter dreapta: Agnė Gudlinkytė (LTU) - Extremă dreapta: Elena Erceg (SLO) |                       |        |
| Poz. | Nume | Echipă                | Goluri |
| 1 | Gabija Pilikauskaitė | Lituania              | 73     |
| 2 | Dagan Shahar | Israel                | 53     |
| 3 | Azra Letić | Bosnia și Herțegovina | 42     |
| 4 | Sarah Hadžiabulić | Bosnia și Herțegovina | 38     |
| 5 | Elena Erceg | Slovenia              | 37     |
| 6 | Silja Geirsdóttir Eystberg | Insulele Feroe        | 35     |
| 7 | Tea Pogorelc | Slovenia              | 34     |
| 8 | Ivana Bobić | Bosnia și Herțegovina | 33     |
| 8 | Agnė Gudlinkytė | Lituania              | 33     |
| 8 | Kleopatra Rousou | Grecia                | 33     |

## Turneul din Turcia
Cele 10 selecționate naționale au fost distribuite în cinci urne valorice de câte două echipe. Distribuția în urne a avut la bază coeficienții valorici ai EHF: urna 1 a fost alcătuită din cele mai bune echipe, în timp ce urna a 5-a a fost formată din echipele cu cei mai slabi coeficienți EHF. Din urne, echipele au fost plasate prin tragere la sorți în două grupe preliminare, fiecare grupă cuprinzând câte o echipă din fiecare urnă. După extragerea pozițiilor 5, 4, 2 și 1 din fiecare grupă, Turcia, în calitate de echipă organizatoare, a primit dreptul de a-și alege grupa în care să joace.
Distribuția în urnele valorice a fost următoarea:
| Urna 1             | Urna a 2-a       | Urna a 3-a        | Urna a 4-a          | Urna a 5-a                |
| ------------------ | ---------------- | ----------------- | ------------------- | ------------------------- |
| Slovacia · Austria | Polonia · Italia | Turcia · Finlanda | Letonia · Kosovo[a] | Bulgaria · Marea Britanie |

În urma tragerii la sorți au rezultat grupele de mai jos:

### Partide
|  | Echipele calificate în semifinale       |
|  | Echipele concurând pentru locurile 5−10 |

Calendarul de mai jos respectă ora de vară EET:

### Grupa A
| Echipa         | M | V | E | Î | GM  | GP  | G   | Pct |
| -------------- | - | - | - | - | --- | --- | --- | --- |
| Turcia         | 4 | 3 | 0 | 1 | 142 | 109 | +33 | 6   |
| Austria        | 4 | 3 | 0 | 1 | 160 | 98  | +62 | 6   |
| Italia         | 4 | 3 | 0 | 1 | 133 | 104 | +29 | 6   |
| Letonia        | 4 | 1 | 0 | 3 | 120 | 169 | −49 | 2   |
| Marea Britanie | 4 | 0 | 0 | 4 | 87  | 162 | −75 | 0   |

| 5 august 2023 11:30 | Austria          | 55 − 30 | Letonia     | THF Spor Salonu, Çankaya Asistență: 200 Arbitri: Pagh, Thygesen |
| 5 august 2023 11:30 | Egger, Preiss 10 | (31−11) | Blažēvica 9 | THF Spor Salonu, Çankaya Asistență: 200 Arbitri: Pagh, Thygesen |
| 5 august 2023 11:30 | 2× 1×            | Raport  | 4×          | THF Spor Salonu, Çankaya Asistență: 200 Arbitri: Pagh, Thygesen |

| 5 august 2023 18:45 | Turcia                  | 33 − 26 | Marea Britanie | THF Spor Salonu, Çankaya Asistență: 2000 Arbitri: Geraets, Geraets |
| 5 august 2023 18:45 | Bozova, Seven, Sönmez 5 | (18−12) | Barnard 9      | THF Spor Salonu, Çankaya Asistență: 2000 Arbitri: Geraets, Geraets |
| 5 august 2023 18:45 | 4× 1×                   | Raport  | 2×             | THF Spor Salonu, Çankaya Asistență: 2000 Arbitri: Geraets, Geraets |

| 6 august 2023 12:00 | Letonia    | 23 − 40 | Italia              | THF Spor Salonu, Çankaya Asistență: 200 Arbitri: Geraets, Geraets |
| 6 august 2023 12:00 | Bilkšte 10 | (13−16) | Martinelli, Zizzo 8 | THF Spor Salonu, Çankaya Asistență: 200 Arbitri: Geraets, Geraets |
| 6 august 2023 12:00 | 4× 1×      | Raport  | 1×                  | THF Spor Salonu, Çankaya Asistență: 200 Arbitri: Geraets, Geraets |

| 6 august 2023 14:15 | Marea Britanie | 12 − 47 | Austria | THF Spor Salonu, Çankaya Asistență: 200 Arbitri: Härgin, Makejev |
| 6 august 2023 14:15 | Barnard 3      | (5−21)  | Csóka 8 | THF Spor Salonu, Çankaya Asistență: 200 Arbitri: Härgin, Makejev |
| 6 august 2023 14:15 | 7×             | Raport  | 3× 1×   | THF Spor Salonu, Çankaya Asistență: 200 Arbitri: Härgin, Makejev |

| 7 august 2023 12:00 | Letonia    | 40 − 29 | Marea Britanie | THF Spor Salonu, Çankaya Asistență: 160 Arbitri: Ilievski, Ilievski |
| 7 august 2023 12:00 | Bilkšte 12 | (18−13) | Thomann 9      | THF Spor Salonu, Çankaya Asistență: 160 Arbitri: Ilievski, Ilievski |
| 7 august 2023 12:00 | 7× 1×      | Raport  | 3×             | THF Spor Salonu, Çankaya Asistență: 160 Arbitri: Ilievski, Ilievski |

| 7 august 2023 18:45 | Italia  | 24 − 35 | Turcia    | THF Spor Salonu, Çankaya Asistență: 660 Arbitri: Härgin, Makejev |
| 7 august 2023 18:45 | Zizzo 6 | (12−16) | Sönmez 10 | THF Spor Salonu, Çankaya Asistență: 660 Arbitri: Härgin, Makejev |
| 7 august 2023 18:45 | 2× 1×   | Raport  | 5× 1×     | THF Spor Salonu, Çankaya Asistență: 660 Arbitri: Härgin, Makejev |

| 9 august 2023 12:00 | Italia    | 42 − 20 | Marea Britanie | THF Spor Salonu, Çankaya Asistență: 180 Arbitri: Pagh, Thygesen |
| 9 august 2023 12:00 | Falser 10 | (19−8)  | Barnard 7      | THF Spor Salonu, Çankaya Asistență: 180 Arbitri: Pagh, Thygesen |
| 9 august 2023 12:00 | 1×        | Raport  | 5×             | THF Spor Salonu, Çankaya Asistență: 180 Arbitri: Pagh, Thygesen |

| 9 august 2023 18:45 | Turcia   | 29 − 32 | Austria | THF Spor Salonu, Çankaya Asistență: 2000 Arbitri: Ilievski, Ilievski |
| 9 august 2023 18:45 | Seven 13 | (16−15) | Egger 8 | THF Spor Salonu, Çankaya Asistență: 2000 Arbitri: Ilievski, Ilievski |
| 9 august 2023 18:45 | 8× 1×    | Raport  | 5× 1×   | THF Spor Salonu, Çankaya Asistență: 2000 Arbitri: Ilievski, Ilievski |

| 10 august 2023 16:30 | Austria                    | 26 − 27 | Italia             | THF Spor Salonu, Çankaya Asistență: 280 Arbitri: Härgin, Makejev |
| 10 august 2023 16:30 | Baljak, Egger, Polanszky 5 | (18−15) | Falser, Saccenti 6 | THF Spor Salonu, Çankaya Asistență: 280 Arbitri: Härgin, Makejev |
| 10 august 2023 16:30 | 2×                         | Raport  | 2×                 | THF Spor Salonu, Çankaya Asistență: 280 Arbitri: Härgin, Makejev |

| 10 august 2023 18:45 | Turcia   | 45 − 27 | Letonia    | THF Spor Salonu, Çankaya Asistență: 300 Arbitri: Geraets, Geraets |
| 10 august 2023 18:45 | Yüksel 9 | (22−12) | Konušeka 6 | THF Spor Salonu, Çankaya Asistență: 300 Arbitri: Geraets, Geraets |
| 10 august 2023 18:45 | 4× 1×    | Raport  | 3×         | THF Spor Salonu, Çankaya Asistență: 300 Arbitri: Geraets, Geraets |

### Grupa B
| Echipa    | M | V | E | Î | GM  | GP  | G   | Pct |
| --------- | - | - | - | - | --- | --- | --- | --- |
| Polonia   | 4 | 2 | 2 | 0 | 123 | 78  | +45 | 6   |
| Finlanda  | 4 | 2 | 2 | 0 | 109 | 100 | +9  | 6   |
| Slovacia  | 4 | 2 | 1 | 1 | 112 | 81  | +31 | 5   |
| Kosovo[a] | 4 | 1 | 1 | 2 | 97  | 133 | −36 | 3   |
| Bulgaria  | 4 | 0 | 0 | 4 | 94  | 143 | −49 | 0   |

| 5 august 2023 13:45 | Slovacia | 35 − 15 | Kosovo   | THF Spor Salonu, Çankaya Asistență: 200 Arbitri: Härgin, Makejev |
| 5 august 2023 13:45 | Svec 6   | (18−7)  | Bibaj 5  | THF Spor Salonu, Çankaya Asistență: 200 Arbitri: Härgin, Makejev |
| 5 august 2023 13:45 | 9× 1×    | Raport  | 7× 2× 1× | THF Spor Salonu, Çankaya Asistență: 200 Arbitri: Härgin, Makejev |

| 5 august 2023 16:00 | Finlanda   | 34 − 28 | Bulgaria   | THF Spor Salonu, Çankaya Asistență: 200 Arbitri: Ilievski, Ilievski |
| 5 august 2023 16:00 | Siggberg 7 | (14−15) | Spasova 13 | THF Spor Salonu, Çankaya Asistență: 200 Arbitri: Ilievski, Ilievski |
| 5 august 2023 16:00 | 2×         | Raport  | 8× 1×      | THF Spor Salonu, Çankaya Asistență: 200 Arbitri: Ilievski, Ilievski |

| 6 august 2023 16:30 | Kosovo                    | 19 − 40 | Polonia | THF Spor Salonu, Çankaya Asistență: 200 Arbitri: Ilievski, Ilievski |
| 6 august 2023 16:30 | Dresh, Imeraj, Krasniqi 5 | (9−18)  | Krupa 6 | THF Spor Salonu, Çankaya Asistență: 200 Arbitri: Ilievski, Ilievski |
| 6 august 2023 16:30 | 9× 1×                     | Raport  | 8× 1×   | THF Spor Salonu, Çankaya Asistență: 200 Arbitri: Ilievski, Ilievski |

| 6 august 2023 18:45 | Bulgaria | 23 − 37 | Slovacia    | THF Spor Salonu, Çankaya Asistență: 222 Arbitri: Pagh, Thygesen |
| 6 august 2023 18:45 | Ilieva 5 | (12−19) | Sabovová 10 | THF Spor Salonu, Çankaya Asistență: 222 Arbitri: Pagh, Thygesen |
| 6 august 2023 18:45 | 4×       | Raport  | 3×          | THF Spor Salonu, Çankaya Asistență: 222 Arbitri: Pagh, Thygesen |

| 7 august 2023 14:15 | Polonia      | 24 − 24 | Finlanda    | THF Spor Salonu, Çankaya Asistență: 250 Arbitri: Pagh, Thygesen |
| 7 august 2023 14:15 | Chwojnicka 8 | (10−14) | Saukkonen 6 | THF Spor Salonu, Çankaya Asistență: 250 Arbitri: Pagh, Thygesen |
| 7 august 2023 14:15 | 1×           | Raport  | 2× 1×       | THF Spor Salonu, Çankaya Asistență: 250 Arbitri: Pagh, Thygesen |

| 7 august 2023 16:30 | Kosovo  | 34 − 29 | Bulgaria   | THF Spor Salonu, Çankaya Asistență: 150 Arbitri: Geraets, Geraets |
| 7 august 2023 16:30 | Dresh 8 | (14−11) | Spasova 10 | THF Spor Salonu, Çankaya Asistență: 150 Arbitri: Geraets, Geraets |
| 7 august 2023 16:30 | 5×      | Raport  | 3×         | THF Spor Salonu, Çankaya Asistență: 150 Arbitri: Geraets, Geraets |

| 9 august 2023 14:15 | Polonia               | 38 − 14 | Bulgaria          | THF Spor Salonu, Çankaya Asistență: 100 Arbitri: Härgin, Makejev |
| 9 august 2023 14:15 | Jurek, Mazurkiewicz 5 | (20−6)  | cinci jucătoare 2 | THF Spor Salonu, Çankaya Asistență: 100 Arbitri: Härgin, Makejev |
| 9 august 2023 14:15 | 2× 1×                 | Raport  | 4× 1×             | THF Spor Salonu, Çankaya Asistență: 100 Arbitri: Härgin, Makejev |

| 9 august 2023 16:30 | Finlanda           | 22 − 19 | Slovacia         | THF Spor Salonu, Çankaya Asistență: 345 Arbitri: Geraets, Geraets |
| 9 august 2023 16:30 | Molaug, Siggberg 4 | (14−4)  | Beke, Sabovová 4 | THF Spor Salonu, Çankaya Asistență: 345 Arbitri: Geraets, Geraets |
| 9 august 2023 16:30 | 2×                 | Raport  | 1× 3×            | THF Spor Salonu, Çankaya Asistență: 345 Arbitri: Geraets, Geraets |

| 10 august 2023 12:00 | Finlanda               | 29 − 29 | Kosovo     | THF Spor Salonu, Çankaya Asistență: 149 Arbitri: Ilievski, Ilievski |
| 10 august 2023 12:00 | Lindström, Saukkonen 5 | (15−17) | Krasniqi 8 | THF Spor Salonu, Çankaya Asistență: 149 Arbitri: Ilievski, Ilievski |
| 10 august 2023 12:00 | 4×                     | Raport  | 8× 1×      | THF Spor Salonu, Çankaya Asistență: 149 Arbitri: Ilievski, Ilievski |

| 10 august 2023 14:15 | Slovacia  | 21 − 21 | Polonia   | THF Spor Salonu, Çankaya Asistență: 360 Arbitri: Pagh, Thygesen |
| 10 august 2023 14:15 | Letková 6 | (10−8)  | Gardian 6 | THF Spor Salonu, Çankaya Asistență: 360 Arbitri: Pagh, Thygesen |
| 10 august 2023 14:15 | 8× 1×     | Raport  | 7× 1×     | THF Spor Salonu, Çankaya Asistență: 360 Arbitri: Pagh, Thygesen |

### Meciul pentru locurile 9–10
| 12 august 2023 10:30 | Marea Britanie    | 27 − 30 | Bulgaria      | THF Spor Salonu, Çankaya Asistență: 75 Arbitri: Geraets, Geraets |
| 12 august 2023 10:30 | Knowles-Jackson 8 | (14−15) | Kostadinova 8 | THF Spor Salonu, Çankaya Asistență: 75 Arbitri: Geraets, Geraets |
| 12 august 2023 10:30 | 2×                | Raport  | 7× 2× 1×      | THF Spor Salonu, Çankaya Asistență: 75 Arbitri: Geraets, Geraets |

### Meciurile pentru locurile 5–8
|  | Semifinalele pentru locurile 5–8 | Semifinalele pentru locurile 5–8 |                            |    | Meciul pentru locurile 7–8 | Meciul pentru locurile 7–8 |
|  |                                  |                                  |                            |    |                            |                            |
|  | 12 august 2023                   |                                  |                            |    |                            |                            |
|  |                                  |                                  |                            |    |                            |                            |
|  | Italia                           | 29                               |                            |    |                            |                            |
|  | Italia                           | 29                               | 13 august 2023             |    |                            |                            |
|  | Kosovo                           | 24                               |                            |    |                            |                            |
|  | Kosovo                           | 24                               | Italia                     | 28 |                            |                            |
|  | 12 august 2023                   |                                  | Italia                     | 28 |                            |                            |
|  |                                  | Slovacia                         | 27                         |    |                            |                            |
|  | Letonia                          | Slovacia                         | 27                         | 19 |                            |                            |
|  | Letonia                          |                                  |                            | 19 |                            |                            |
|  | Slovacia                         | 31                               |                            |    |                            |                            |
|  | Slovacia                         | 31                               | Meciul pentru locurile 5–6 |    |                            |                            |
|  |                                  |                                  |                            |    |                            |                            |
|  | 13 august 2023                   |                                  |                            |    |                            |                            |
|  |                                  |                                  |                            |    |                            |                            |
|  | Kosovo                           | 39                               |                            |    |                            |                            |
|  | Kosovo                           | 39                               |                            |    |                            |                            |
|  | Letonia                          | 27                               |                            |    |                            |                            |

#### Semifinalele pentru locurile 5–8
| 12 august 2023 12:45 | Italia    | 29 − 24 | Kosovo  | THF Spor Salonu, Çankaya Asistență: 100 Arbitri: Härgin, Makejev |
| 12 august 2023 12:45 | Bigolin 7 | (12−11) | Dresh 8 | THF Spor Salonu, Çankaya Asistență: 100 Arbitri: Härgin, Makejev |
| 12 august 2023 12:45 | 4×        | Raport  | 2× 1×   | THF Spor Salonu, Çankaya Asistență: 100 Arbitri: Härgin, Makejev |

| 12 august 2023 15:00 | Letonia   | 19 − 31 | Slovacia   | THF Spor Salonu, Çankaya Asistență: 180 Arbitri: Pagh, Thygesen |
| 12 august 2023 15:00 | Bilkšte 6 | (10−20) | Sabovová 8 | THF Spor Salonu, Çankaya Asistență: 180 Arbitri: Pagh, Thygesen |
| 12 august 2023 15:00 | 2×        | Raport  | 2×         | THF Spor Salonu, Çankaya Asistență: 180 Arbitri: Pagh, Thygesen |

#### Meciul pentru locurile 7–8
| 13 august 2023 12:00 | Kosovo   | 39 − 27 | Letonia   | THF Spor Salonu, Çankaya Asistență: 50 Arbitri: Geraets, Geraets |
| 13 august 2023 12:00 | Dresh 11 | (19−14) | Bilkšte 7 | THF Spor Salonu, Çankaya Asistență: 50 Arbitri: Geraets, Geraets |
| 13 august 2023 12:00 | 4× 1×    | Raport  | 8× 2×     | THF Spor Salonu, Çankaya Asistență: 50 Arbitri: Geraets, Geraets |

#### Meciul pentru locurile 5–6
| 13 august 2023 14:15 | Italia       | 28 − 27 | Slovacia   | THF Spor Salonu, Çankaya Asistență: 300 Arbitri: Ilievski, Ilievski |
| 13 august 2023 14:15 | Martinelli 7 | (12−12) | Sabovová 9 | THF Spor Salonu, Çankaya Asistență: 300 Arbitri: Ilievski, Ilievski |
| 13 august 2023 14:15 | 2×           | Raport  | 3× 1×      | THF Spor Salonu, Çankaya Asistență: 300 Arbitri: Ilievski, Ilievski |

### Meciurile pentru locurile 1–4
|  | Semifinalele   | Semifinalele |                |    | Finala | Finala |
|  |                |              |                |    |        |        |
|  | 12 august 2023 |              |                |    |        |        |
|  |                |              |                |    |        |        |
|  | Austria        | 33           |                |    |        |        |
|  | Austria        | 33           | 13 august 2023 |    |        |        |
|  | Polonia        | 29           |                |    |        |        |
|  | Polonia        | 29           | Austria        | 34 |        |        |
|  | 12 august 2023 |              | Austria        | 34 |        |        |
|  |                | Turcia       | 29             |    |        |        |
|  | Turcia         | Turcia       | 29             | 26 |        |        |
|  | Turcia         |              |                | 26 |        |        |
|  | Finlanda       | 25           |                |    |        |        |
|  | Finlanda       | 25           | Finala mică    |    |        |        |
|  |                |              |                |    |        |        |
|  | 13 august 2023 |              |                |    |        |        |
|  |                |              |                |    |        |        |
|  | Polonia        | 26           |                |    |        |        |
|  | Polonia        | 26           |                |    |        |        |
|  | Finlanda       | 27           |                |    |        |        |

#### Semifinalele
| 12 august 2023 17:15 | Austria | 33 − 29 | Polonia    | THF Spor Salonu, Çankaya Asistență: 868 Arbitri: Geraets, Geraets |
| 12 august 2023 17:15 | Egger 8 | (19−16) | Gardian 12 | THF Spor Salonu, Çankaya Asistență: 868 Arbitri: Geraets, Geraets |
| 12 august 2023 17:15 | 6× 1×   | Raport  | 6× 1×      | THF Spor Salonu, Çankaya Asistență: 868 Arbitri: Geraets, Geraets |

| 12 august 2023 19:30 | Turcia   | 26 − 25 | Finlanda    | THF Spor Salonu, Çankaya Asistență: 1000 Arbitri: Ilievski, Ilievski |
| 12 august 2023 19:30 | Sönmez 7 | (11−9)  | Saukkonen 8 | THF Spor Salonu, Çankaya Asistență: 1000 Arbitri: Ilievski, Ilievski |
| 12 august 2023 19:30 | 5×       | Raport  | 3×          | THF Spor Salonu, Çankaya Asistență: 1000 Arbitri: Ilievski, Ilievski |

#### Finala mică
| 13 august 2023 16:00 | Polonia  | 26 − 27 | Finlanda       | THF Spor Salonu, Çankaya Asistență: 300 Arbitri: Härgin, Makejev |
| 13 august 2023 16:00 | Skomra 7 | (12−14) | Von Knorring 6 | THF Spor Salonu, Çankaya Asistență: 300 Arbitri: Härgin, Makejev |
| 13 august 2023 16:00 | 3× 1×    | Raport  | 4× 1×          | THF Spor Salonu, Çankaya Asistență: 300 Arbitri: Härgin, Makejev |

#### Finala
| 13 august 2023 18:45 | Austria     | 34 − 29 | Turcia  | THF Spor Salonu, Çankaya Asistență: 2010 Arbitri: Pagh, Thygesen |
| 13 august 2023 18:45 | Polanszky 9 | (18−13) | Seven 7 | THF Spor Salonu, Çankaya Asistență: 2010 Arbitri: Pagh, Thygesen |
| 13 august 2023 18:45 | 4× 1×       | Raport  | 5× 1×   | THF Spor Salonu, Çankaya Asistență: 2010 Arbitri: Pagh, Thygesen |

### Clasament și statistici

#### Clasamentul final
|  | Calificată la Campionatul Mondial pentru Junioare din 2024 |

|    | Austria        |
|    | Turcia         |
|    | Finlanda       |
| 4  | Polonia        |
| 5  | Italia         |
| 6  | Slovacia       |
| 7  | Kosovo         |
| 8  | Letonia        |
| 9  | Bulgaria       |
| 10 | Marea Britanie |

| Actualizat pe 13 august 2023: \| Poz. \| Nume \| Echipă \| Goluri \| \| ---- \| ---------------- \| -------- \| ------ \| \| 1 \| Elīza Bilkšte \| Letonia \| 47 \| \| 2 \| Buket Seven \| Turcia \| 43 \| \| 3 \| Diona Dresh \| Kosovo \| 41 \| \| 3 \| Philomena Egger \| Austria \| 41 \| \| 5 \| Barbora Sabovová \| Slovacia \| 37 \| \| 6 \| Natalia Gardian \| Polonia \| 34 \| \| 6 \| Buğu Sönmez \| Turcia \| 34 \| \| 8 \| Melina Spasova \| Bulgaria \| 32 \| \| 9 \| Ella Saukkonen \| Finlanda \| 31 \| \| 10 \| Arona Krasniqi \| Kosovo \| 30 \| | Echipa ideală și celelalte premii au fost anunțate pe 14 august 2023. Jucătoarea competiției (MVP) - Buket Seven (TUR) Cea mai bună apărătoare - Corrine Von Knorring (FIN) Cea mai bună marcatoare (golgheter) - Elīza Bilkšte (LAT) (47 de goluri) Echipa ideală a Campionatului European - Portar: Hira Nur Öztürk (TUR) - Extremă stânga: Alessia Zizzo (ITA) - Inter stânga: Emilia Siggberg (FIN) - Centru: Natalia Gardian (POL) - Pivot: Aurelie Egbaimo (AUT) - Inter dreapta: Lorena Baljak (AUT) - Extremă dreapta: Philomena Egger (AUT) |          |        |
| Poz. | Nume | Echipă   | Goluri |
| 1 | Elīza Bilkšte | Letonia  | 47     |
| 2 | Buket Seven | Turcia   | 43     |
| 3 | Diona Dresh | Kosovo   | 41     |
| 3 | Philomena Egger | Austria  | 41     |
| 5 | Barbora Sabovová | Slovacia | 37     |
| 6 | Natalia Gardian | Polonia  | 34     |
| 6 | Buğu Sönmez | Turcia   | 34     |
| 8 | Melina Spasova | Bulgaria | 32     |
| 9 | Ella Saukkonen | Finlanda | 31     |
| 10 | Arona Krasniqi | Kosovo   | 30     |